# Linia kolejowa nr 115
Linia kolejowa nr 115 Tarnów – Szczucin (pot. Szczucinka) – jednotorowa, niezelektryfikowana linia kolejowa znaczenia lokalnego w województwie małopolskim łącząca Tarnów ze Szczucinem. Szlak kolejowy, którego infrastrukturę wykorzystuje linia kolejowa nr 115 oddano do użytku w 1906 roku; wtedy też na linię wyjechał pierwszy pociąg osobowy. Ruch pasażerski został zawieszony 3 kwietnia 2000 roku, od tego czasu na przejezdnym odcinku występuje sporadyczny ruch towarowy. 
W 2021 roku linia przejezdna i użytkowana była na 16-kilometrowym odcinku z Tarnowa do Żabna.

## Przebieg linii
Linia bierze swój początek w okolicach stacji Tarnów, odbijając w prawo od linii nr 91, w jej 76 kilometrze. Szlak biegnie następnie w kierunku północnym przez tereny Tarnowa oraz powiatu tarnowskiego. W Żabnie linia skręca na północny wschód, w kierunku Dąbrowy Tarnowskiej. W Dąbrowie szlak po raz kolejny zakręca, tym razem w stronę Olesna, skąd linia kieruje się na północ, a następnie na wschód w kierunku Szczucina.
Linia przebiega przez miasto Tarnów oraz powiaty tarnowski i dąbrowski.

## Charakterystyka techniczna
Nawierzchnia linii zbudowana jest z szyn typu S-49 oraz podkładów betonowych i drewnianych z lat 1981–1983. Szlak ma charakter równinny.
W 2021 roku znaczna część linii była nieprzejezdna z uwagi na zarośnięte oraz rozkradzione torowisko. Ruch możliwy był jedynie na 16-kilometrowym odcinku z Tarnowa do Żabna (0,765–16,044 km). Przejezdne odcinki linii miały klasę C3.
Według stanu z 29 listopada 2016 obowiązują następujące prędkości maksymalne dla pociągów:
| Kilometraż | Kilometraż | Prędkość               | Prędkość        | Prędkość         |
| Kilometraż | Kilometraż | Tor 1                  | Tor 1           | Tor 1            |
| od         | do         | autobusy szynowe i EZT | składy wagonowe | pociągi towarowe |
| ---------- | ---------- | ---------------------- | --------------- | ---------------- |
| 0,765      | 16,400     | 40                     | 40              | 40               |
| 16,400     | 49,121     | 0                      | 0               | 0                |

## Infrastruktura

### Posterunki ruchu i punkty ekspedycyjne
Na linii znajduje się 15 różnych punktów eksploatacyjnych, w tym 4 stacje kolejowe, 11 przystanków.
| Rodzaj i nazwa               | Zdjęcie | Liczba peronów | Liczba krawędzi peronowych | Infrastruktura |
| stacja Tarnów ♿︎             |         | 3              | 6                          | - przejście pod torami - kasy biletowe - biletomaty (KMŁ) - parking - punkt gastronomiczny - kiosk - informacja dla podróżnych                                                     |
| przystanek Tarnów Północny   |         | 1              | 1                          | - budynek stacyjny (rozebrany) - kasa biletowa (zlikwidowana) |
| przystanek Tarnów Klikowa    |         | 1              | 1                          | - budynek stacyjny (zdewastowany) - kasa biletowa |
| przystanek Łukowa Tarnowska  |         | 1              | 1                          | - budynek stacyjny (rozebrany) - kasa biletowa (zlikwidowana) - nastawnie (Łk, Łk1)                                                                                                |
| przystanek Łęg Tarnowski     |         | 1              | 1                          | - budynek stacyjny (rozebrany) - kasa biletowa (zlikwidowana) |
| przystanek Niedomice         |         | 1              | 1                          | - budynek stacyjny adaptowany do innych celów - kasa biletowa (zlikwidowana) |
| stacja Żabno                 |         | 1              | 1                          | - budynek stacyjny (zamknięty) - kasa biletowa (zlikwidowana) - nastawnie (Żb, Żb1)                                                                                                |
| przystanek Fiuk              |         | 1              | 1                          | - budynek stacyjny (rozebrany) - kasa biletowa (zlikwidowana) - bocznica szlakowa                                                                                                  |
| stacja Dąbrowa Tarnowska     |         | 2              | 4                          | - budynek stacyjny adaptowany do innych celów - kasa biletowa (zlikwidowana) - nastawnia (DT) - wieża wodna (rozebrana)                                                            |
| przystanek Olesno Tarnowskie |         | 1              | 1                          | - budynek stacyjny (zamknięty) - kasa biletowa (zlikwidowana) |
| przystanek Dąbrówki Breńskie |         | 1              | 1                          | - budynek stacyjny (rozebrany) - kasa biletowa (zlikwidowana) |
| przystanek Mędrzechów        |         | 1              | 1                          | - budynek stacyjny adaptowany do innych celów - kasa biletowa (zlikwidowana) |
| przystanek Kupienin          |         | 1              | 1                          | - budynek stacyjny (rozebrany) - kasa biletowa (zlikwidowana) |
| przystanek Delastowice       |         | 1              | 1                          | - budynek stacyjny (rozebrany) - kasa biletowa (zlikwidowana) |
| stacja Szczucin koło Tarnowa |         | 2              | 0                          | - budynek stacyjny adaptowany do innych celów - kasa biletowa (zlikwidowana) - nastawnie (Sn, Sn1) - zadaszenie (rozebrane) - wieża wodna (rozebrana) - lokomotywownia (rozebrana) |

## Historia

### Tło powstania

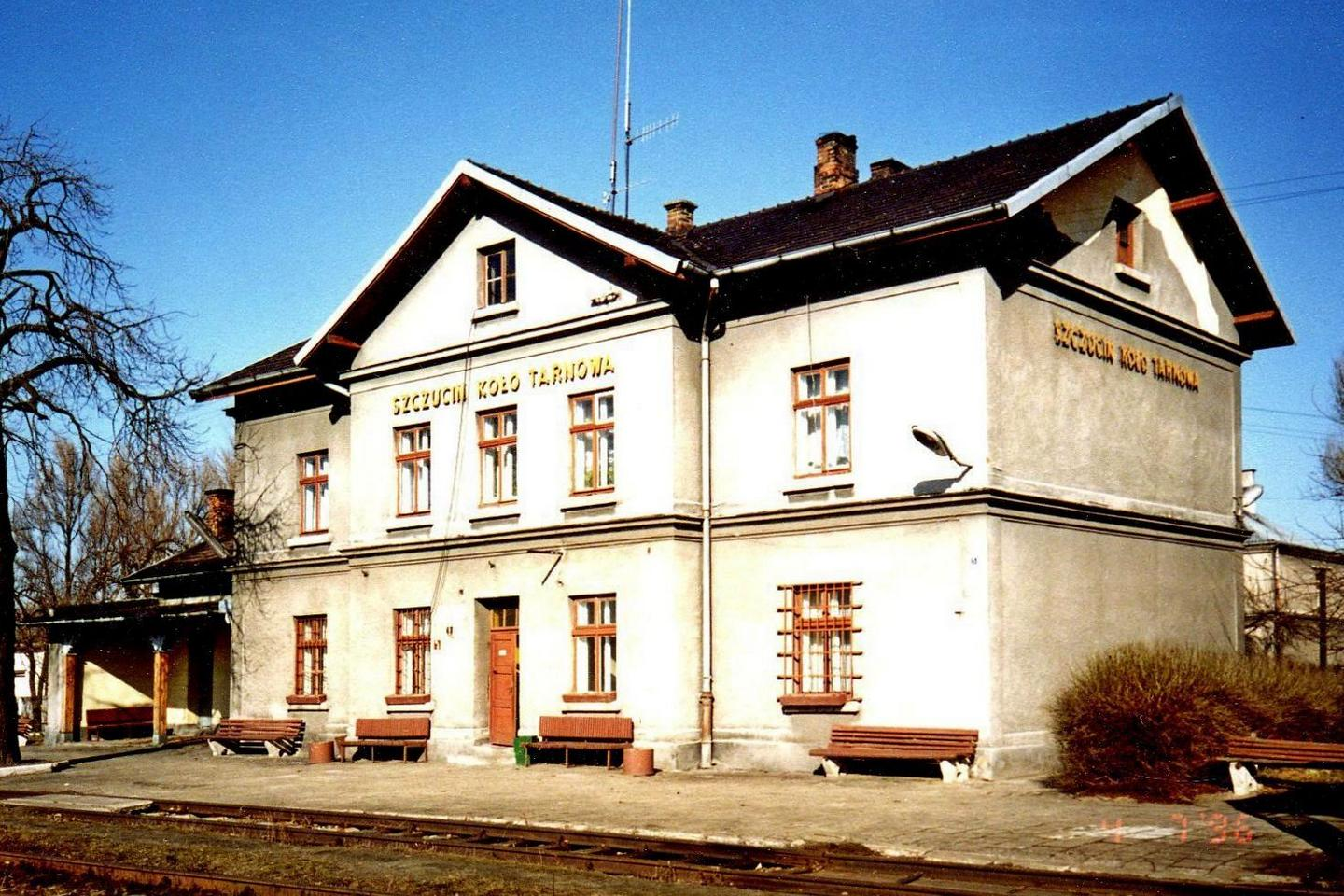
Budynek dworcowy stacji Szczucin koło Tarnowa

Historia „Szczucinki” rozpoczyna się w latach siedemdziesiątych XIX wieku, kiedy właściciele ziemscy z Powiśla Dąbrowskiego wystąpili z petycją do C.K. Uprzywilejowanej Kolei Galicyjskiej Karola Ludwika (CLB) o budowę linii kolejowej do Tarnobrzega przez Dąbrowę Tarnowską. Kolej CLB nie była jednak zainteresowana taką inwestycją; w 1887 roku wybudowała szlak kolejowy z Dębicy przez Tarnobrzeg do Rozwadowa, przez co koncepcja budowy kolei przez Dąbrowę Tarnowską utknęła w martwym punkcie.
Plany budowy kolei w kierunku Szczucina i Dąbrowy Tarnowskiej odżyły w latach 90. XIX wieku po znacjonalizowaniu kolei CLB. Miejscowi właściciele ziemscy zgromadzeni wokół księcia Andrzeja Lubomirskiego, którego żona posiadała znaczne dobra ziemskie w okolicach Szczucina, rozpoczęli starania o budowę linii kolejowej z Tarnowa przez Dąbrowę Tarnowską i Szczucin do Sandomierza. Posłowie z ziemi tarnowskiej występowali kilkukrotnie w Sejmie Galicyjskim w sprawie budowy takiego szlaku kolejowego. Pierwotnie jednak Sejm nie chciał angażować się w budowę linii, a lokalne samorządy i właściciele ziemscy nie byli w stanie zebrać wystarczających środków na jej budowę.
W 1898 roku budową szlaku kolejowego z Tarnowa na północ zainteresował się austriacki sztab generalny, ponieważ kolej w stronę granicy austriacko-rosyjskiej była potrzebna w razie konfliktu zbrojnego z Rosją. Projekt linii kolejowej skrócono wówczas do odcinka Tarnów – Szczucin, co wystarczało jednak właścicielom ziemskim posiadającym swoje majątki w okolicach planowanej trasy. W tym samym roku, pod przewodnictwem księcia Lubomirskiego zawiązał się komitet budowy kolei z Tarnowa do Szczucina przez Dąbrowę Tarnowską, w którego skład weszli lokalni przedsiębiorcy oraz ziemianie. Prywatni interesanci oraz lokalne samorządy zadeklarowały wykup akcji na około 100 i 400 tysięcy koron austriackich, co jednak było zbyt małą sumą wobec kosztów budowy szacowanych na 3 000 000 koron. Dzięki czynnikom wojskowym w budowę trasy zaangażował się rząd austriacki, który zadeklarował wykup akcji o wartości 900 000 koron, a rząd galicyjski zagwarantował zaciągnięcie pożyczki na sumę 2 000 000 koron.
W 1900 roku plany budowy nowej linii kolejowej zaakceptował galicyjski Sejm Krajowy. Utworzono Towarzystwo Akcyjne Kolei Tarnów – Szczucin (Lokalbahn Tarnow – Szczucin AG, LTSz), które zaciągnęło pożyczkę na kwotę 2 000 000 koron i wyemitowało akcje na sumę 1 400 000 koron.
Koncesję na budowę i eksploatację linii wydano 7 października 1905 roku, a koncesjonariuszem został Andrzej Lubomirski. Budowę kolei rozpoczęto w październiku tego samego roku, a prace budowlane prowadzone były w szybkim tempie. Szlak budowano według wymagań technicznych określonych w ustawie o lokalnej kolei z 1880 roku, znowelizowanej w latach 1894 i 1899. Koszt budowy linii wyniósł 2 663 257 koron, a prace dodatkowe i wykończeniowe wykonane już podczas eksploatacji pochłonęły kolejne 261 449 koron. Do obsługi trasy w 1906 i 1908 roku LTSz zakupiło w sumie trzy parowozy serii 97 kkStB, z których dwa trafiły po I wojnie światowej na PKP i otrzymały oznaczenia TKh12-10 oraz TKh12-11.
Nową trasę oddano do użytku w październiku 1906 roku, po 12 miesiącach budowy.

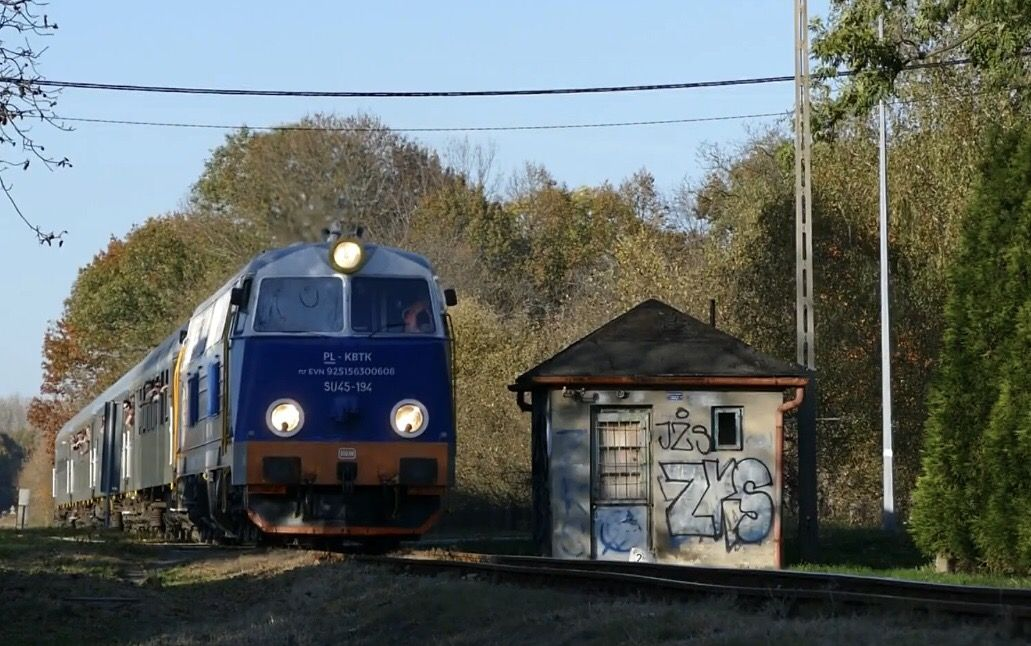
Pociąg specjalny w Tarnowie

### Okres austriacki i I wojna światowa
Kolej była eksploatowana przez C.K. Austriackie Koleje Państwowe (k.k. Österreichische Staatsbahnen, kkStB) i podlegała dyrekcji krakowskiej ED Krakau. Działalność kolei była powszechnie krytykowana. Krytyka wynikała z niezadowalających warunków podróży spowodowanych niewygodnymi wagonami oraz słabymi parowozami, które w trudnych warunkach atmosferycznych miały problem z pokonaniem trasy. Początkowo na trasie kursowała 1 para pociągów osobowych oraz jedna mieszanych, do których w 1908 roku dołożono kolejną pociągów osobowych.
Na początku listopada 1914 roku do szlaku doprowadzono konną kolej wąskotorową ze Staszowa o rozstawie 715 mm. Konna wąskotorówka docierała do normalnotorowej stacji w Szczucinie za pomocą prowizorycznego drewnianego mostu. W tym samym miesiącu „Szczucinka” znalazła się w rękach Rosjan i została przekuta na szeroki tor. W czasie ich odwrotu w lutym 1915 roku most konnej wąskotorówki na Wiśle został spalony, a kolej była intensywnie wykorzystywana do zaopatrywania wojska i wywozu rannych z frontu, który zatrzymał się niedaleko niej, na Dunajcu i Białej. Po odzyskaniu szlaku przez Austriaków, linię przekuto na rozstaw normalny i przywrócono ruch pociągów.
W 1916 roku ze Szczucina wyprowadzono wojskową kolej wąskotorową o rozstawie 700 mm, która docierała do Rytwian, a następnie do Staszowa. Na Wiśle ponownie zbudowano prowizoryczny most. Szczucińska stacja kolejowa stała się stacją przeładunkową z kolei normalnotorowej na wąskotorową.

### Lata 1918–1945
Po odzyskaniu niepodległości przez Polskę linia weszła w skład dyrekcji krakowskiej PKP. Ze względu na zły stan mostu w Szczucinie, zawieszono kursowanie wąskotorówki, przez co Szczucin na kilka lat przestał być stacją przeładunkową między koleją normalną a wąską. Po wybudowaniu nowego mostu na Wiśle w 1926 roku, pociągi wąskotorowe znów docierały do stacji Szczucin Wąskotorowy, stycznej do normalnotorowej Szczucin.
W 1930 roku trasę Tarnów – Szczucin pokonywało 6 par pociągów osobowych, z czego 3 obsługiwane były wagonem parowym. Rok później w wyniku światowego kryzysu gospodarczego zmniejszono liczbę połączeń i po raz pierwszy skrócono relację do Dąbrowy Tarnowskiej.
W drugiej połowie lat 30. w związku z planami rozbudowy Centralnego Okręgu Przemysłowego zaprojektowano rozbudowę kolei w regionie. Proponowano m.in. budowę linii z Kielc przez Busko-Zdrój do Mędrzechowa o długości 83 km, gdzie łączyłaby się ze szlakiem z Tarnowa. Koncepcje tą zweryfikowano w 1938 roku, przedstawiając plany budowy szlaku Radom – Ostrowiec – Szczucin. Istniejące już linie Warszawa – Radom oraz Tarnów – Szczucin miały zostać przebudowane na dwutorowe. Planowano również elektryfikację linii. Planów tych jednak nie zrealizowano z powodu wybuchu II wojny światowej.
Od 1939 roku stacja w Szczucinie ponownie straciła styczność z koleją wąskotorową; wąskotorówka nie docierała do miejscowości z powodu złego stanu technicznego mostu na Wiśle, który później, we wrześniu, wysadzono. 7 września 1939 roku linia kolejowa została zajęta przez wojska niemieckie. Szlak nie był zniszczony, nie był też celem ataków niemieckiego lotnictwa. We wrześniu tego samego roku linia weszła w skład dyrekcji łódzkiej (Reichsbahndirektion Lodz) Kolei Rzeszy Niemieckiej, a w październiku stała się częścią tzw. Kolei Wschodniej (Ostbahn) i podlegała dyrekcji krakowskiej (Ostbahn Direktion Krakau).

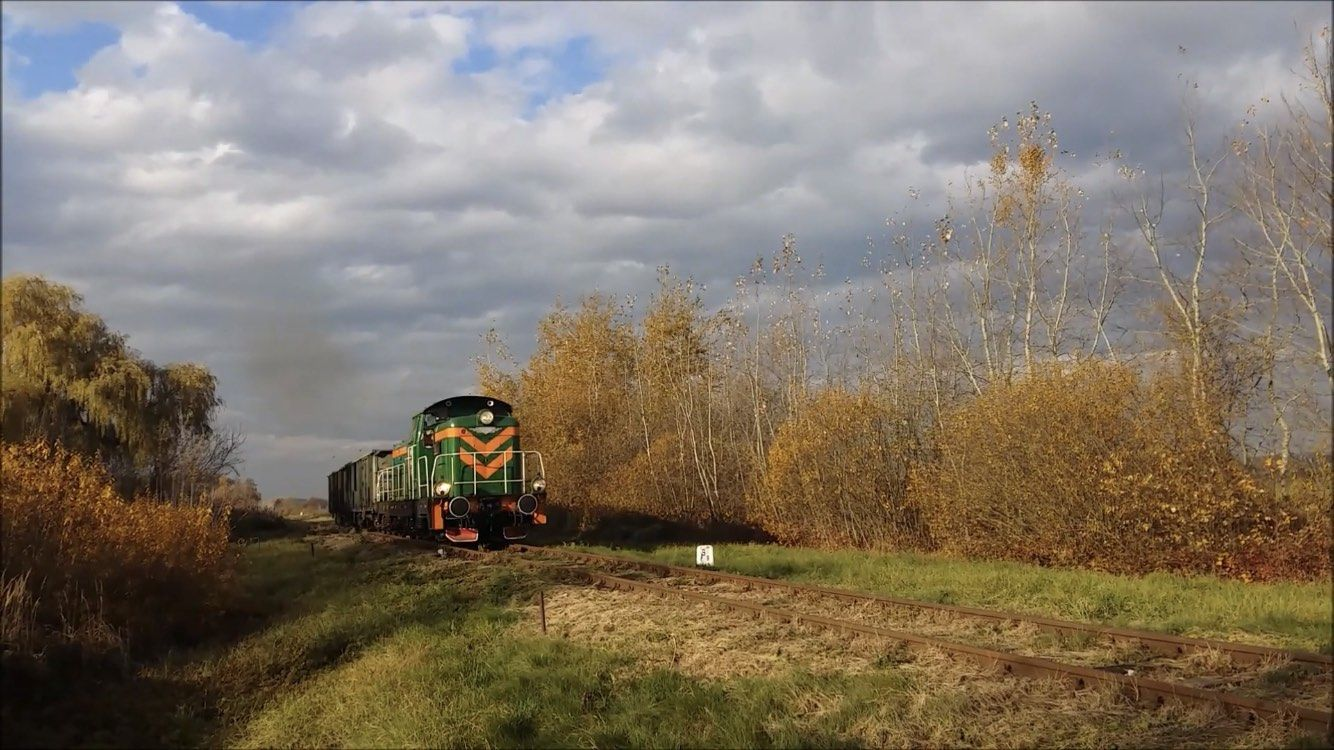
Pociąg towarowy w okolicach Łukowej

W okresie 1940/41 odbudowano most na Wiśle w Szczucinie, dzięki czemu szczucińska stacja po raz kolejny stała się stacją styczną ze jędrzejowską koleją wąskotorową. Stan ten utrzymał się do 1945 roku, gdy ponownie wysadzono szczuciński most.

### Lata 1945–2007
W styczniu 1945 roku Szczucinka została zajęta i rozebrana przez wojska sowieckie. Kilka miesięcy później, w sierpniu, została oficjalnie przekazana przez sowieckie władze wojskowe w ręce polskie. Weszła w skład DOKP Kraków. W październiku 1946 roku została otwarta po odbudowie, przy której zaangażowani byli okoliczni mieszkańcy.
W 1953 roku kolej powtórnie uzyskała połączenie z koleją wąskotorową ze Staszowa, przekutą na rozstaw 750 mm. W tym samym roku ukończono również budowę linii normalnotorowej do Buska Zdroju, która pierwotnie miała prowadzić do stacji w Żabnie, dzięki czemu powstałoby połączenie znacznie skracające drogę z centralnej Polski do Tarnowa oraz przejścia granicznego w Leluchowie. Przeszkodą powstania tej trasy była konieczność budowy dużego mostu na Wiśle.
W połowie lat 70. do obsługi pociągów osobowych skierowano lokomotywy SP42, a następnie, w latach 80. do obsługi ruchu wprowadzono 4-sekcyjne zespoły wagonów piętrowych serii Bipa. W 1976 roku na linii kursowało siedem par pociągów osobowych, a czas przejazdu wynosił od 1 godziny i 23 minut do 1 godziny i 25 minut. Pod koniec maja 1978 r. zawieszono, a następnie zlikwidowano ruch pociągów wąskotorowych przez Wisłę w Szczucinie, przez co kolej utraciła połączenie ze jędrzejowską wąskotorówką.
W czasach PRL-u kolej przewoziła codziennie pracowników do zakładów pracy w Tarnowie (Zakłady Azotowe, Zakłady Mechaniczne, Fabryka Silników Elektrycznych „Tamel”), Niedomicach (fabryka celulozy), Dąbrowie Tarnowskiej (szpital powiatowy, urzędy, szkoły, przetwórnie) i w Szczucinie (zakłady azbestowe) Po transformacji ustroju w 1989 i upadku zakładów pracy (zwłaszcza likwidacji przemysłu azbestowego w Szczucinie i zamknięciu Niedomickich Zakładów Celulozy) znaczenie oraz popularność „Szczucinki” znacząco zmalała. Po raz pierwszy regres w przewozach pasażerskich dał się odczuć w 1991 roku. Na linii kursowało wówczas 6 par pociągów, a kilka lat później, w 1994 liczbę tę zmniejszono do 5 par. W składach wagony piętrowe zaczęto zastępować wagonami bezprzedziałowymi typu 120A.
W 1997 roku czas przejazdu wynosił 1 godzinę i 7 minut i był najlepszy w historii linii. Nie uchroniło to jednak kolei od dalszej redukcji przewozów pasażerskich, a później ich całkowitego zawieszenia. Przewozy kolejowe nie wytrzymywały konkurencji z komunikacją indywidualną i autobusową, a wpływy z przejazdów były dużo niższe od wydatków.
Pod koniec funkcjonowania połączenia próbowano ratować kolej montując na stacjach w Żabnie i Dąbrowie Tarnowskiej eksperymentalne urządzenia samoczynnych mijanek, które dzięki redukcji zatrudnienia i zmniejszeniu wydatków na konserwację urządzeń miały umożliwić utrzymanie połączenia kolejowego. Montaż tych urządzeń nie zatrzymał jednak zawieszenia ruchu pasażerskiego, a w konsekwencji likwidacji przewozów na Szczucince.

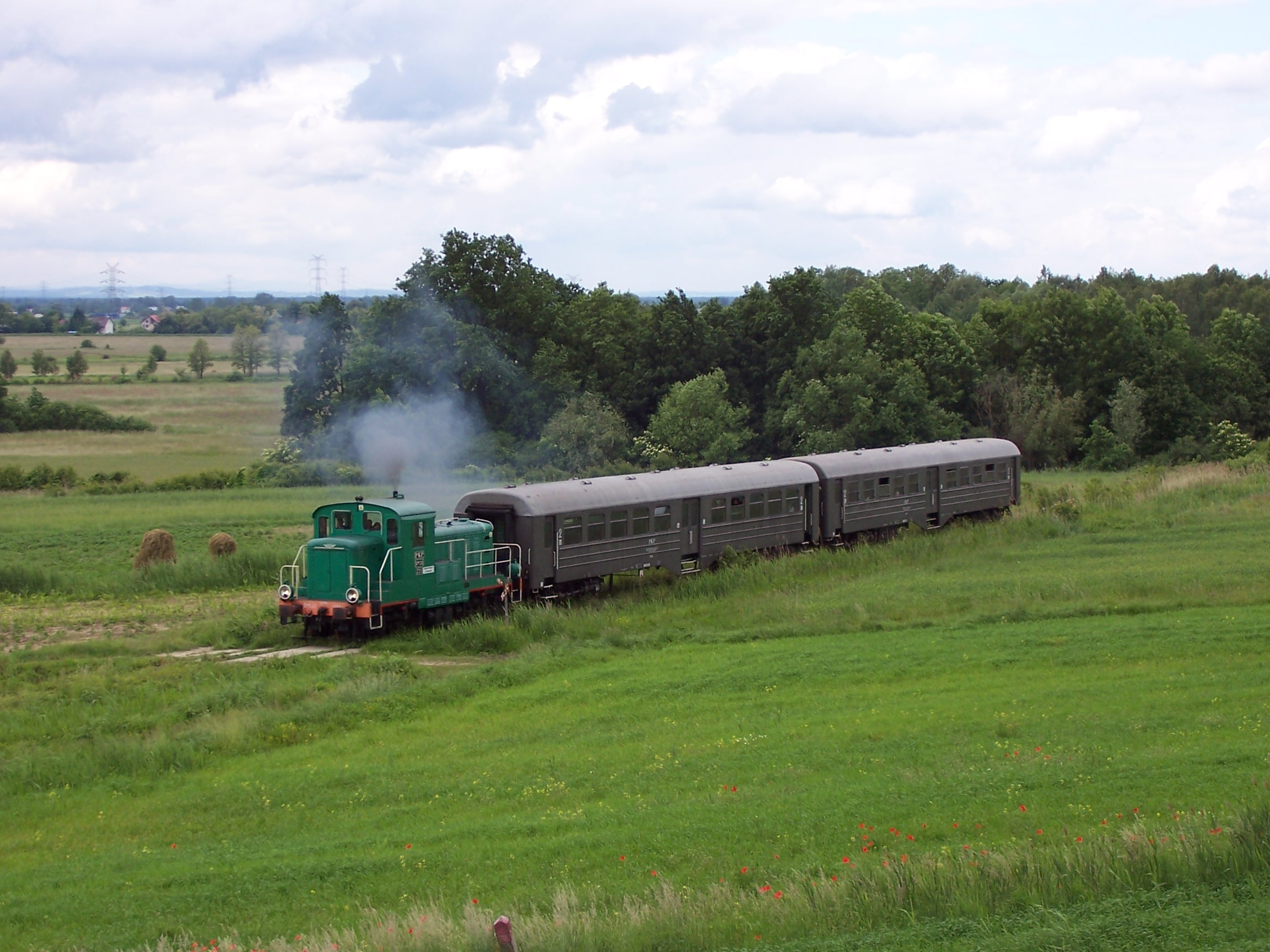
Pociąg pasażerski na „Szczucince”

Rozkładowe przewozy pasażerskie zawieszono 3 kwietnia 2000 roku, a przewozy towarowe na odcinku Żabno – Szczucin w 2006 roku.
Niedługo po zawieszeniu przewozów gminy, przez które przebiegał szlak kolejowy poszukiwały niedrogiego sposobu na reaktywację przewozów pasażerskich. Wśród pomysłów na ratowanie kolei pojawił się skonstruowany przez Włodzimierza Czyczułę lekki pojazd szynowy Mitor zbudowany z dwóch połączonych ze sobą samochodów dostawczych marki Żuk. Pojazd zabierał na pokład 16 pasażerów i osiągał prędkość 60 km/h. 30 czerwca testowano go na Szczucince i przejechał linię bez problemów, ale lokalne władze nie były zainteresowane takim środkiem transportu.
Ostatni pociąg pasażerski przebył trasę z Tarnowa do Szczucina w czerwcu 2006 roku, a oficjalnie linię zamknięto w 2007 roku. Od tego czasu ruch odbywa się na niej na zasadzie obsługi bocznicy na szesnastokilometrowym odcinku z Tarnowa do Żabna.

### Okres po 2007
Po 2007 roku powiat dąbrowski pertraktował przejęcie linii od PKP, ale ostatecznie do przejęcia linii kolejowej przez starostwo powiatowe nie doszło z powodu nieuregulowanego stanu prawnego linii na terenie powiatu tarnowskiego (koncepcja ta upadła w 2011 roku).
W marcu 2015 roku przedstawiciele sześciu samorządów, przez które przebiega linia kolejowa, podpisali porozumienie w sprawie wspólnej realizacji trasy rowerowej biegnącej po nasypie nieczynnej linii. 47 kilometrowa trasa miała powstać do 2018 roku, a koszt inwestycji został oszacowany na około 15 mln złotych. Do realizacji kontrowersyjnej inwestycji jednak nie doszło, gdyż z początkiem sierpnia 2016 roku, po protestach ludności zamieszkującej okolice linii kolejowej oraz działaniach Stowarzyszenia Miłośników Kolei w Krakowie, udało się zablokować decyzję o likwidacji nieczynnej linii kolejowej.
Również w sierpniu 2016 roku prywatny przewoźnik kolejowy SKPL złożył do Urzędu Marszałkowskiego Województwa Małopolskiego oraz do gmin, przez które przebiega rzeczona linia kolejowa ofertę wznowienia, najpierw na odcinku Tarnów – Dąbrowa Tarnowska, obsługi ruchu osobowego oraz towarowego. Na spotkaniu 17 października w starostwie powiatowym doszło do porozumienia między przewoźnikiem, powiatami przez które biegnie linia oraz z Urzędem Marszałkowskim województwa małopolskiego w sprawie uruchomienia pociągów; urzędnicy zgodzili się na dotowanie przewoźnika. Równolegle z powyższym trwały negocjacje z Polskimi Liniami Kolejowymi w sprawie nieodpłatnego przekazania bądź użyczenia linii na rzecz samorządów. Jeśli ich wynik byłyby pozytywny, przewoźnik SKPL deklarował remont linii z własnych środków i przywrócenie ruchu do pół roku po podpisaniu stosownych umów. W marcu 2018 roku pojawiła się informacja w mediach, m.in. w Radiu Kraków, że połączenia nie zostały wznowione z powodu braku pieniędzy, rezygnacji ze współfinansowania połączenia ze strony Tarnowa i gminy Żabno oraz obawami ze strony władz niektórych jednostek samorządu terytorialnego o brak lub bardzo małą liczbę pasażerów.

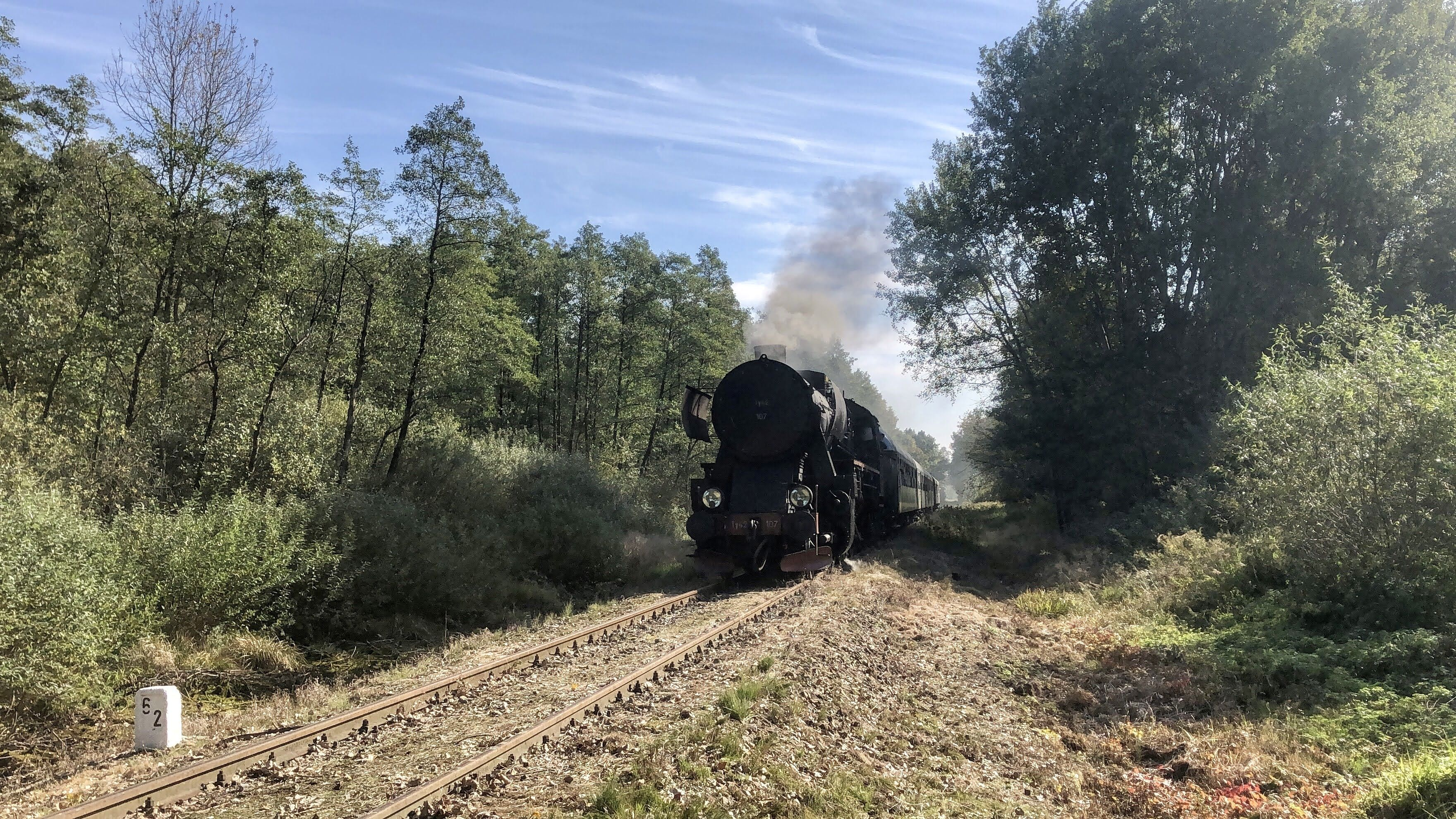
Pociąg retro prowadzony parowozem Ty42 w Krzyżu

We wrześniu 2019 roku na Szczucince odbyły się pierwsze od wielu lat przejazdy pasażerskie, które zorganizowano w ramach Małopolskich Szlaków Turystyki Kolejowej. Pociągi prowadzone parowozem przejechały wówczas trasę z Tarnowa do Żabna. W kolejnych latach wydarzenie to powtarzano, a przejazdy cieszyły się dużym zainteresowaniem.

## Ruch pociągów
W 2021 roku na linii nie prowadzono rozkładowych przewozów pasażerskich; na przejezdnym odcinku prowadzony jest sporadyczny ruch towarowy. Od 2019 roku pojawiają się na nim pociągi retro prowadzone parowozem.

## Plany na przyszłość
W sierpniu 2018 roku powstał plan reaktywacji linii kolejowej i wydłużenia jej do Buska-Zdroju w związku z planowaną budową Centralnego Portu Komunikacyjnego i stworzenia połączenia kolejowego dla pasażerów CPK z Tarnowa przez Kielce. Nowe połączenie poprowadzone przez Żabno pomijałoby Dąbrowę Tarnowską i Szczucin. Planów reaktywacji linii kolejowej do Dąbrowy Tarnowskiej w związku z budową CPK nie wykluczał jednak w październiku 2018 roku wiceminister infrastruktury i pełnomocnik rządu ds. budowy Centralnego Portu Komunikacyjnego Mikołaj Wild. Oprócz tego połączenie miałoby być częścią szlaku łączącego Warszawę przez Tarnów i Nowy Sącz ze stolicą Węgier, Budapesztem. Rozporządzenie Rady Ministrów z dnia 29 kwietnia 2019 roku zmieniające rozporządzenie w sprawie wykazu linii kolejowych o znaczeniu państwowym wymienia dawną linię kolejową nr 115 wraz z linią kolejową nr 73 Sitkówka Nowiny – Busko-Zdrój i planowanym odcinkiem Busko-Zdrój – Tarnów oznaczając ją w całości jako linia kolejowa nr 73. Rozporządzenie weszło w życie 29 maja 2019 roku.
W 2020 roku modernizacja linii Tarnów – Szczucin została wpisana do programu zamierzeń inwestycyjnych PKP na lata 2021–2030 z perspektywą do 2040 roku.